# E. M. Forster
Edward Morgan Forster (n. 1 ianuarie 1879, Londra, Regatul Unit al Marii Britanii și Irlandei – d. 7 iunie 1970, Coventry, Anglia, Regatul Unit) a fost un scriitor și critic literar englez.
Este considerat un maestru al romanului englezesc contemporan.
Analist de mare finețe, lucid și sceptic, opera sa este inspirată din mediile intelectuale ale Angliei victoriene, fiind influențată și de călătoriile întreprinse de autor în Italia, India și Egipt.

## Opera
- 1905: Unde îngerii se feresc să calce ("Where Angels Fear to Tread")
- 1907: Călătoria cea mai lungă ("The Longest Journey")
- 1908: O cameră cu vedere ("A Room with a View")
- 1910: Casa din Howard's End ("Howard's End")
- 1924: O călătorie în India ("A Passage to India")
- 1927: Aspecte ale romanului ("Aspects of the Novel")
- 1945: Dezvoltarea prozei engleze între 1918-39 ("Development of the English Prose Between 1918-39").

- „Mașina se oprește” (The Machine Stops) (1909) - povestire
- Clipa cea veșnică - The Eternal Moment (1928), culegere de povestiri

## Vezi și
- Listă de scriitori de literatură științifico-fantastică

## Legături externe
- E. M. Forster la Internet Speculative Fiction Database